# 큰가시고기과
큰가시고기과(Gasterosteidae)는 페르카목 둑중개아목 큰가시고기하목에 속하는 조기어류과의 하나이다. 5개 속에 16종으로 이루어져 있다. 가시고기, 큰가시고기 등을 포함하고 있다.

## 특징
온대 수역에서 서식하고 바다에서 흔하게 발견되지만 일부는 민물에서 발견된다. 민물 종은 1~2만 년전 빙하기에 이후 유럽과 아시아, 북아메리카에 갇혔으며 해양 종과는 다른 특징을 갖고 진화했다. 육식성 어류로 곤충과 갑각류, 물고기 유생과 같은 작은 동물을 먹는다.

## 하위 속
- Apeltes
- Culaea
- 큰가시고기속 (Gasterosteus) - 큰가시고기
- 가시고기속 (Pungitius) - 잔가시고기, 가시고기, 청가시고기, 두만가시고기
- Spinachia